# Theoretische leerweg
De theoretische leerweg (TL) is een van de vier leerwegen in het voorbereidend middelbaar beroepsonderwijs (vmbo).

## Profielen
In de theoretische leerweg worden vier profielen (Economie, Landbouw, Techniek en Zorg en welzijn) met hun bijbehorende vakkenpakketten en examenpakketten onderscheiden.

## Vakken
De examenpakketten uit de theoretische leerweg bestaan uit minimaal zes algemene vakken.

De theoretische leerweg (in 1999 ingevoerd) is te vergelijken met het voormalige D-niveau van de mavo. Scholen die uitsluitend de theoretische leerweg aanbieden mogen zich mavo blijven noemen.

## Examenpakketten
Het examenpakket is afhankelijk van de gekozen sector. Een deel is voor alle sectoren gelijk.
Hieronder een opsomming:
Verplicht: Ne, En, Ma(*1), KV1, LO , plus:
Voor de sector techniek: Wi + Nask1 + 2 uit Fa / Du / Sp / Tu / Ar / Fr / Pa / Nask2 / Bi / Ec / Ak / Gs / Ma2 

Voor de sector zorg en welzijn: Bi + Wi of Ak of Gs of Ma2 + 2 uit Fa / Du / Sp / Tu / Ar / Fr / Pa / Wi / Nask1 / Nask 2 / Ec / Ak / Gs / Ma2

Voor de sector economie: Ec + Fa of Du/Sp of Wi + 2 uit Fa / Du / Sp / Tu / Ar / Fr / Pa / Wi / Nask1 / Nask2 / Bi / Ak / Gs / Ma2

Voor de sector landbouw: Wi + Nask1 of Bi + 2 uit Fa / Du / Sp / Tu / Ar / Fr / Pa / Nask1 / Nask 2 / Bi / Ec / Ak / Gs / Ma2
(*1) = schoolexamen

Du/Sp = Duits in Europees Nederland en Spaans in Caribisch Nederland

Toelichting: Tu / Ar / Fr / Pa: Turks, Arabisch en Fries kunnen niet worden gekozen in Caribisch Nederland. Papiaments kan niet worden gekozen in Europees Nederland.
Sommige scholen laten hun leerlingen 7 examenvakken kiezen. Zodat als er één vak slecht gemaakt is, men dat kan laten vallen. Als dat niet het geval is, gaat men met meer bagage naar een vervolgopleiding of naar de havo.
De theoretische leerweg geeft de mogelijkheid tot doorstroming naar mbo-niveau 3 en 4 of naar de havo.
| Gebruikte afkorting | Verklaring                                                                    |
| ------------------- | ----------------------------------------------------------------------------- |
| Ak                  | aardrijkskunde                                                                |
| Ar                  | Arabisch                                                                      |
| Bi                  | biologie                                                                      |
| Du                  | Duits                                                                         |
| Ec                  | economie                                                                      |
| En                  | Engels                                                                        |
| Fa                  | Frans                                                                         |
| Fr                  | Fries                                                                         |
| Gd                  | godsdienst (op veel scholen vervangen door levensbeschouwing en/of filosofie) |
| Gs                  | geschiedenis                                                                  |
| KV1                 | kunstvakken 1                                                                 |
| LO                  | lichamelijke opvoeding                                                        |
| Ma                  | maatschappijleer                                                              |
| Ma2                 | maatschappijleer 2                                                            |
| Nask1               | natuur- en scheikunde 1                                                       |
| Nask2               | natuur- en scheikunde 2                                                       |
| Ne                  | Nederlands                                                                    |
| Pa                  | Papiaments                                                                    |
| Sp                  | Spaans                                                                        |
| Tu                  | Turks                                                                         |
| Wi                  | wiskunde                                                                      |